# Dean Bridge

Le pont Dean enjambe la rivière Water of Leith dans la ville d’Édimbourg. Il mesure 136 mètres de long sur 12 mètres de large, compte quatre arches s'élevant à 32 mètres au-dessus de la rivière .  Le pont était l’un des derniers travaux importants du concepteur du pont, l’ingénieur civil Thomas Telford, et a été achevé en 1831 . 
Avant la construction du pont, la rivière était traversée depuis le Moyen Âge par un gué, puis par un pont en pierre à une seule arche près du même endroit, au pied du Bell's Brae dans le Dean Village.  Les jardins privés de Dean Gardens se trouvent sous le côté est du pont, sur la rive nord de la Water of Leith. 

## Histoire
Les travaux ont débuté en 1829 et se sont achevés à la fin de 1831. La pierre a été apportée de la carrière de Craigleith près du village de Blackhall.  Le poids et le coût ont été économisés grâce à la construction de piliers creux, ce qui facilite leur inspection efficace aujourd'hui .
Le pont a été achevé à la fin de 1831 . Entre l'achèvement et la date de remise du contrat, le constructeur a fait ériger une barrière de péage à chaque extrémité du pont et a facturé aux piétons un cent par tête pour profiter de la vue depuis la structure. La date d'ouverture a été fixée au début de 1832, bien que le pont n'ait été ouvert à la circulation des chevaux et des charrettes qu'en mai 1834 .
Learmonth est mort en 1858 avant l'achèvement de la majeure partie de son projet de développement résidentiel. En raison d'une pause soudaine dans la construction, Clarendon Crescent ne fut construit que dans les années 1850 et Buckingham Terrace, Learmonth Terrace et Belgrave Crescent ne parurent que dans la décennie suivante.  
En 1888, l'Edinburgh Corporation  a demandé à l'ingénieur John Cooper, de prendre des mesures visant à dissuader les suicides survenus sur le pont. En conséquence, la hauteur du parapet a été augmentée. 
En 1957, l'Institution of Civil Engineers, dont Telford fut le premier président, installa une plaque sur le parapet est afin de commémorer son bicentenaire. Celle-ci a ensuite été volée mais remplacée en 1982 .

Le pont est un lieu important dans le roman "The Lewis Man" de Peter May. 

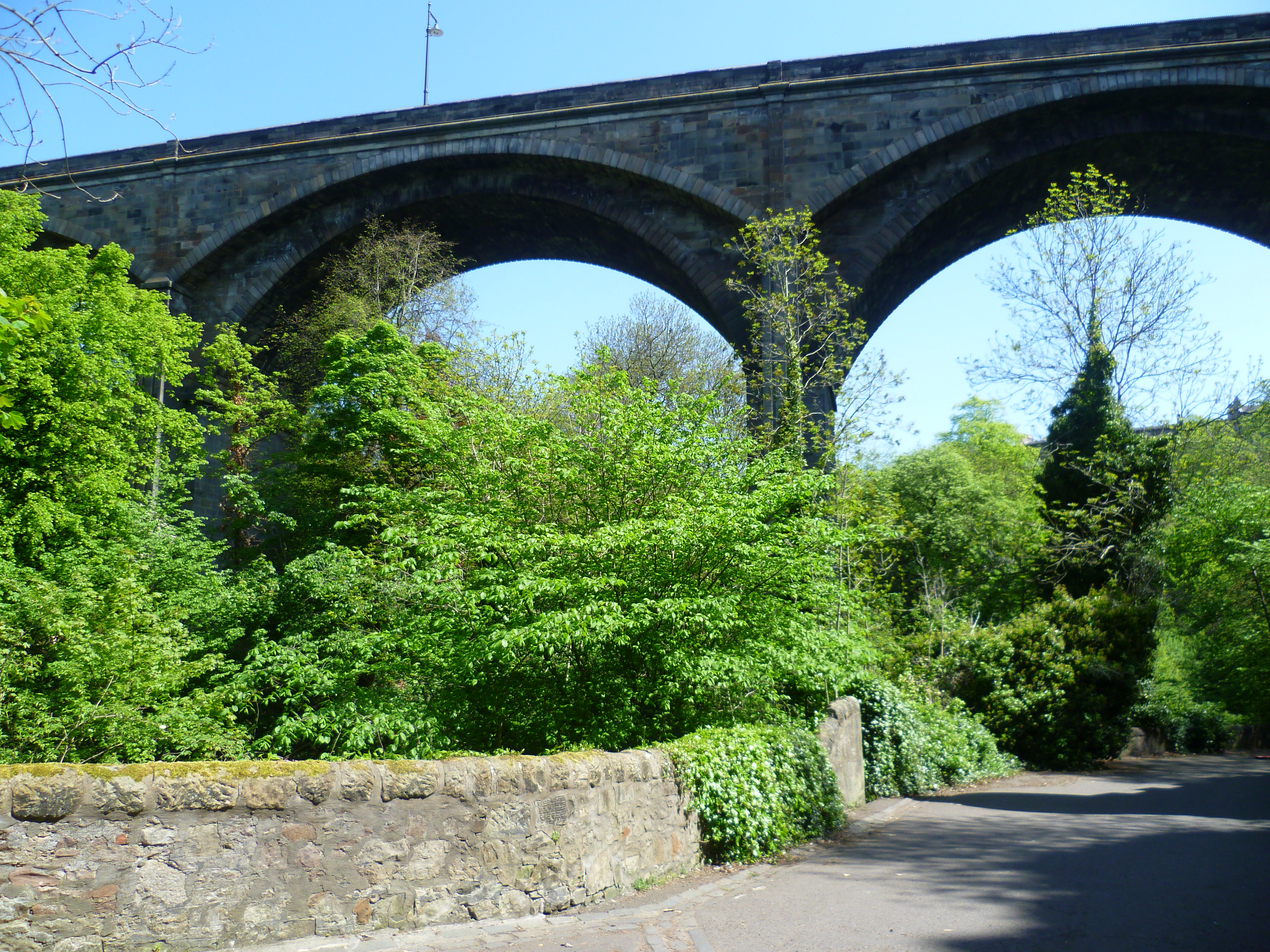
Arcades du pont
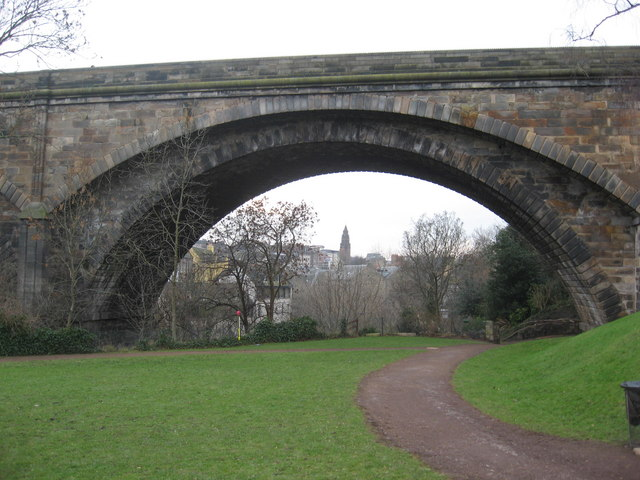
Au niveau de Dean Village
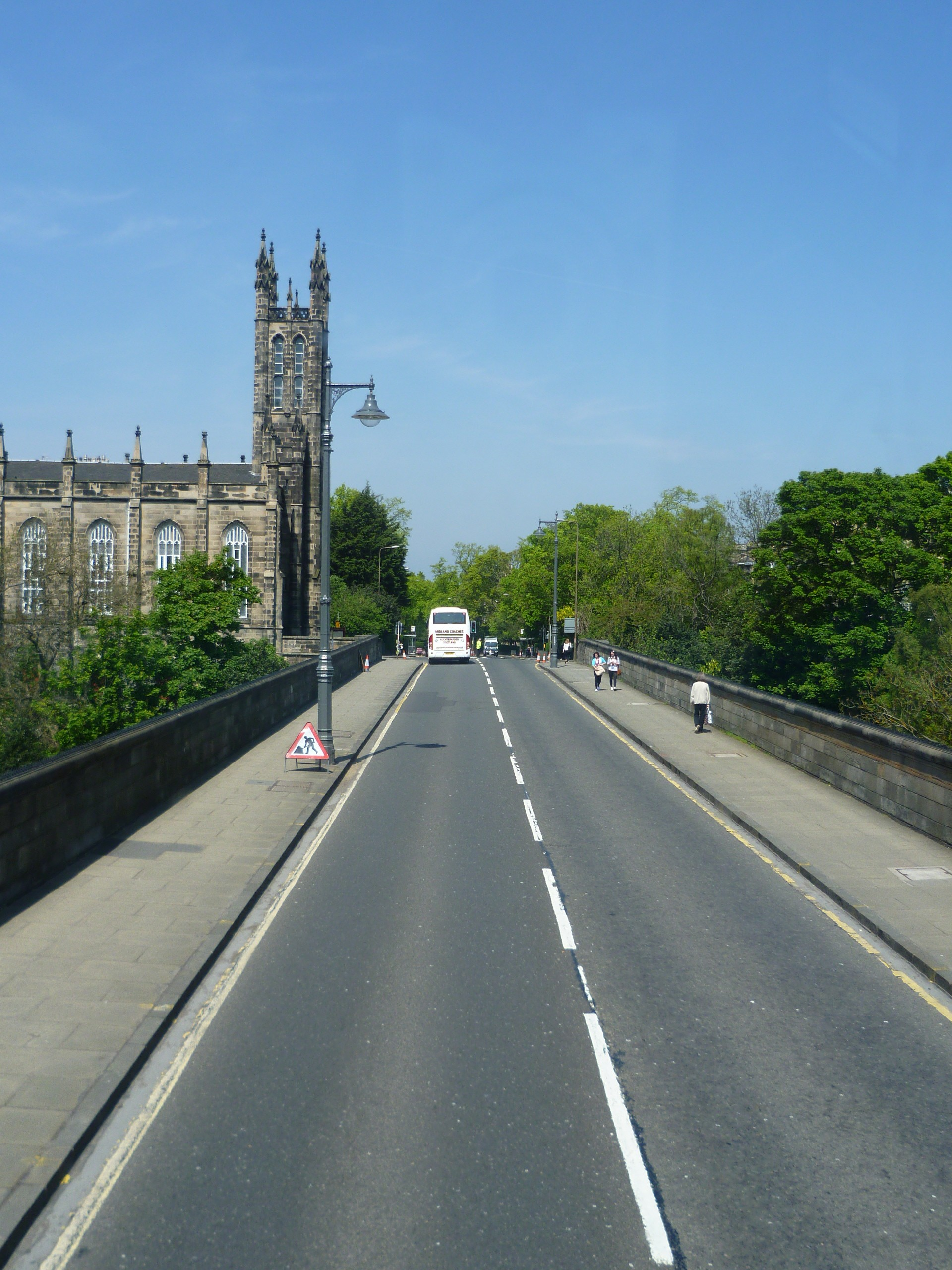
Au dessus du pont
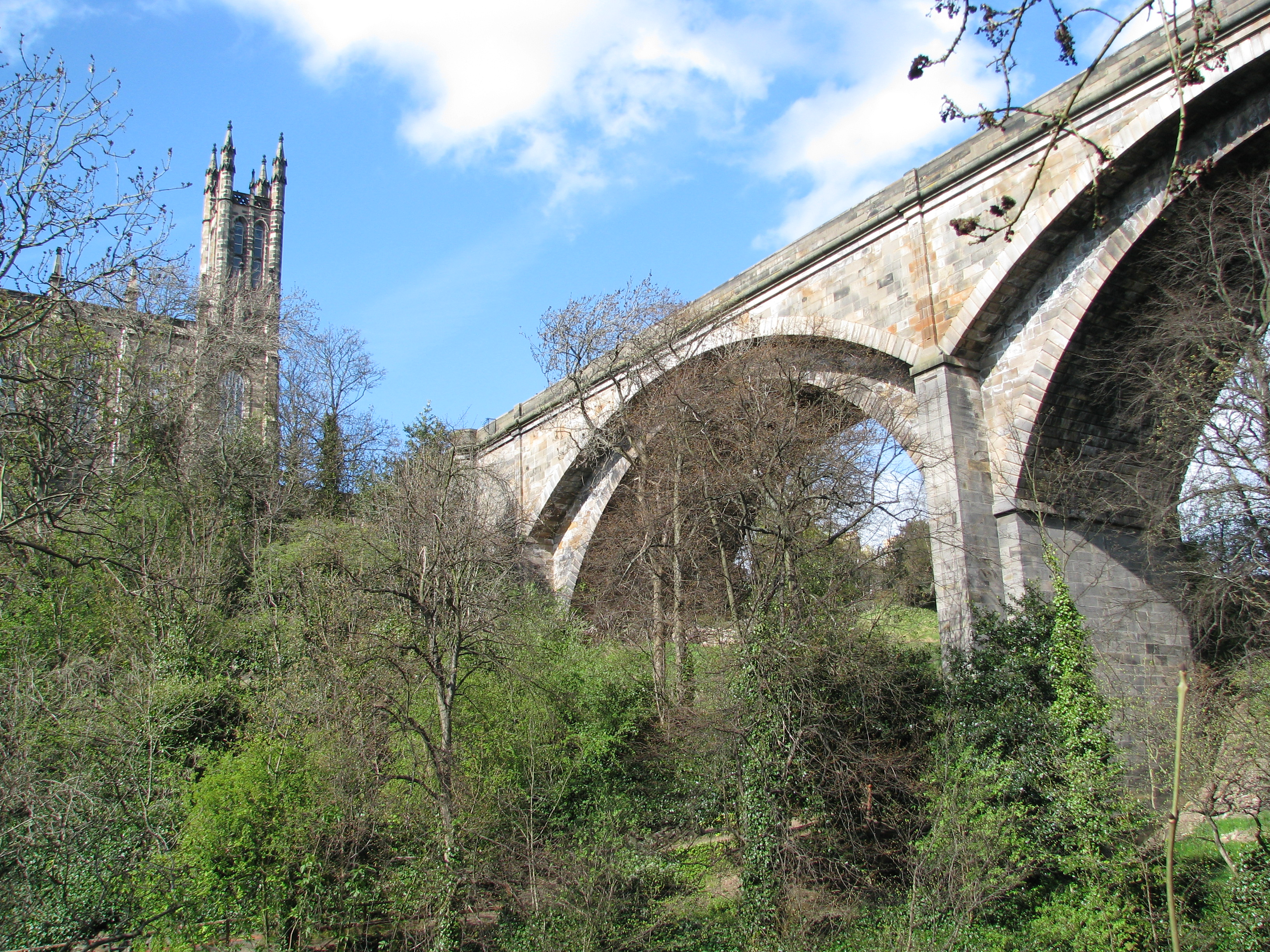
Vue du dessous